# Onthophagus atrosericeus
Onthophagus atrosericeus là một loài bọ cánh cứng trong họ Bọ hung (Scarabaeidae).